# 千秋 (タレント)
千秋（ちあき、〈年齢非公表〉、10月26日 - ）は、日本の女性タレント、歌手、声優、デザイナー、ものまねタレント、文筆家。ポケットビスケッツのボーカル担当。所属事務所はジャパン・ミュージックエンターテインメントを経て、2024年8月よりフリー。千葉県市原市出身であり、同市の観光大使「いちはら観光大使」を受嘱している。本名、藤本 千秋。2025年4月より番組制作会社「SHOW-GUN」の専務取締役。

## 来歴

### 芸能界デビューまで
父親の勤務上の関係で生後3ヵ月後、千葉県市原市青葉台に引っ越す。父親は、日本板硝子で社長、会長を務めた藤本勝司。叔父は三菱電機で社長・会長を務めた谷口一郎。市原市立青葉台小学校、市原市立姉崎東中学校、千葉県立千葉北高等学校、青葉学園短期大学（現：東京医療保健大学）卒業。高校時代の同学年にはジョビジョバの長谷川朝晴がいる。
1991年10月、フジテレビのオーディション番組『ゴールドラッシュ!』の初代グランドチャンピオンになり芸能界デビュー。

### テレビタレントとして
1992年10月、『ウゴウゴルーガ』（フジテレビ）で、大坪千夏アナウンサー（当時）と共に準レギュラー「千日前ちなつ・ちあき」として大阪弁で漫才をしたり、「あきのくりづくしメニュー」という歌を歌っていた。また、同番組の枠内『ノンタンといっしょ』で主題歌（作詞：秋元康）とノンタンの声優を担当した。
1995年、『ウッチャンウリウリ!ナンチャンナリナリ!!』（日本テレビ）の企画で千秋を中心とするポケットビスケッツが結成される。ポケットビスケッツはその後、後身番組の『ウッチャンナンチャンのウリナリ!!（1996年 - 2002年）』で活躍、多数のヒット曲を出す。千秋の歌手になりたいという夢はポケットビスケッツという形で実現したが、千秋が一人前のパンク歌手として活動するために卒業する。番組では、数々のポケットビスケッツに対する試練の企画で良く泣いたが、ポケットビスケッツ卒業後に嘘泣きであったと語っている。とはいえ、現在ポケットビスケッツについてテレビなどで語るときは、このような試練が多くてよく泣いていたことを覚えていると話すことが多く、本当に泣いていたことも多いと思われる。また、『ラジかるッ』に出演した際には、こういった企画については事前にほとんど内容を知らされていなかったためドキュメンタリーに近く、家などでも悔し泣きしていたと語っている。番組では、「も〜っ!一生懸命やったのに!」というギャグや、篠原涼子の歌真似、ロリータ・ファッション等、多彩な芸を見せた。また1995年からファッションブランド「チロル社」を開始している。
1998年12月31日、ポケットビスケッツ&ブラックビスケッツで『第49回NHK紅白歌合戦』に初出場。
2000年3月、約4年半活動したポケットビスケッツを卒業する。

### ソロ歌手としてデビュー以降
その後chiaki名義でパンク歌手活動を開始する。2000年4月28日、「Bee」でソロ歌手としてデビュー。5月、週刊誌フライデーに遠藤章造との2ショット写真が掲載され交際が発覚する。7月、千秋オフィシャルサイト【苺同盟】がオープン。10月、FM横浜で初の冠ラジオ番組『chiakiのいじわるチヨコレイト』がスタート。
2001年1月31日、ソロ歌手になってから初のアルバム「チロル」をリリース。3月から4月にかけて、東京・大阪・名古屋の3ヵ所でソロ歌手でのファーストLIVEツアー「chiaki<FIRST LIVE TOUR 2001 千秋楽>」を行う。4月、ウッチャンナンチャンのウリナリ!!を降板。事前告知も無く突然のことであったがウリナリ終了後の現在まで降板理由は一切公表されていない。10月、『NHKみんなのうた』（10月 - 11月期）で千秋名義で童謡「青い童話」を発表。11月7日、「青い童話」発売。
2002年3月11日、ウリナリ!!最終回「ウリナリ祭り 7年間の総決算」にポケットビスケッツとして出演（ただし、ビビアン同様に元レギュラーではなく、あくまでゲスト出演扱いだった）、ヒット曲メドレーをメンバーのテルとウドとともに2年ぶりに熱唱した。7月11日、ココリコの遠藤章造と結婚、婚姻届を提出後、ルミネで夫婦で結婚記者会見が行われた。12月8日、フジテレビ『笑う犬の情熱』のエンディングコーナーで「わたくしお母さんになります!」と妊娠4ヶ月である事を発表した。
2003年5月上旬、第一子となる女児を出産。5月下旬、子供の名前が決まる。妊娠中に夫の夢に出てきた名前であるという。また、知り合いのスタッフが安斎勝洋に字画を考えてもらったおかげで、完璧な字画となっている。子供を産む前は、子供の名前を自分が好きなイチゴに因み、苺（いちご）ちゃんにすると公言していたが、当時は人名に苺という漢字を使用することは認められておらず、断念した。そのかわり、2006年6月頃から、ブログ上でだけ娘を「苺」と呼ぶようになった。なお、苺という漢字は翌2004年より人名として使用可能となっている。7月18日、甲子園球場で始球式をして仕事復帰する。
2004年7月26日、この日から毎月26日を千秋オリジナルブランド「チロル社」の【チロルの日】とし、毎月26日に「新宿丸井ONE店セクシーダイナマイト店」でマル秘レア物を含むチロル社商品が盛り沢山の『お楽しみチロルスペシャル袋』（限定1個1万円）の発売を開始する（毎月26日の理由は誕生日の10月26日にちなんでいる）。12月、子供服ブランド「リボンキャスケット」を立ち上げ、出産後から広告出演していた「コンビミニ」から発売。デザイナー藤本千秋としてデビューした。リボンキャスケットとはリボンをかけた宝石箱という意味。
2005年12月、日本板硝子の「真空ガラス スペーシア」のイメージキャラクターに起用された。

### ドラミの声優以降
2006年4月25日、公式サイトの日記がブログに移行。千秋公式ブログ「苺同盟」（楽天ブログ）がスタートする。日々の出来事の他、番組で着用し衣装や私服について写真付き解説するなどブランドデザイナーとしての一面を見せた。9月1日、アニメ『ドラえもん』にドラミ役で出演（外部リンクにドラえもんチャンネルのアドレス記載）。声優としての活動は、1997年に公開されたアニメ映画『エルマーの冒険』のロージー役から約9年振りとなる。11月18日、千秋ボーカルのインディーズBAND「BANANA TRAP」を結成。新宿ロフトで初Liveを行う。12月23日、「BANANA TRAP」の第2回Liveを下北沢CAVE-BEで行う。
2007年3月17日 - 4月1日、デザイン展『The girls animal party（ガールズアニマルパーティー）』に「チロル社&リボンキャスケット」のデザイナーとして出展。4月8日、「BANANA TRAP」の第3回Liveを@渋谷La.mamaで行う。8月8日、お台場冒険王2007 フォーク・デイズ夏まつり『第六回千秋ちゃん×ともえちゃん フォークジャンボリー坂崎幸之助商店2007』にアシスタントとして出演、歌手としては「YELLOW YELLOW HAPPY」などを熱唱した。10月21日、クイーンズスクエア横浜内・クイーンズサークルで『プレモ・ベビモ創刊5周年記念千秋「ベビーキャンディ」トークショー』を行う。10月26日、千秋公式ブログ「苺同盟」が楽天ブログからアメーバブログに移行する。11月23日、佐野プレミアムアウトレットの「Combi style shop（「リボンキャスケット」販売店舗）」でミニトークショー開催、デザインの裏話などをした。12月28日、離婚届を提出、遠藤章造と正式に離婚した。
2008年2月12日、千秋と雑誌『Como』のママモデルがプロデュースした「日清のラーメン屋さん ママたちが考えたトマト仕立てのしおラーメン 5食パック」が発売される。10月11日、「リボンキャスケット」の初の実店舗が代官山（代官山ラヴェリア内、代官山アドレスの前）に開店。
2016年3月、15歳年下の一般人男性と再婚した（のちに離婚）。

### 歌手として再始動
2020年11月21日、自身のインスタグラムにて歌への熱い思いを打ち明け、今まで以上に歌手活動に力を入れていくことを表明をする。同年12月23日、公式YouTubeチャンネル「千秋の歌YouTube」を開設、ポケットビスケッツ時代の楽曲プロデューサーパッパラー河合とともに新曲を制作し発表している。動画を自ら編集できるようになるなどチャレンジを続けている。
2022年6月3日、パッパラー河合のプロデュースにより、ソロでは20年ぶりとなる新曲「GREEN FLASH」をリリースする
2023年7月7日、パッパラー河合プロデュースによる新曲第2弾シングル「アオゾラ」の配信を開始する。
2023年12月31日、『第74回NHK紅白歌合戦』のテレビ放送70年特別企画コーナーにおいて、ポケットビスケッツ&ブラックビスケッツが1998年の第49回以来、25年ぶりの出場を果たす。
32年間所属したジャパン・ミュージックエンターテインメント（エキサイティング・トリガー）を2024年7月31日に退所し、フリーランスで活動することを発表した。
2025年4月8日、演出家であるマッコイ斉藤の製作会社「SHOW-GUN」の専務取締役へ、実名の藤本千秋で就任したことを発表した
2025年7月3日、コットンクラブにて「サンプラザ中野くん Style feat. 千秋」歌手としてゲスト出演。爆風スランプのサンプラザ中野くん、ポケットビスケッツのプロデューサーであるパッパラー河合と共演した。

## 人物

### キャラクター
小柄で童顔の幼い容姿や高い声のため、実年齢よりかなり若く見られることが多い。毒舌家でもあるほか、後述のようなウッチャンナンチャンを始め、先輩芸能人に対して、本番中においては平気でタメ口で話すこともある。

### 生活スタイル
結婚する前は全く料理が出来なかったという。また、1996年放送の『ウリナリ』内での企画、「千秋vsビビアン料理対決」において、惣菜や一品料理を作るお題に対し、一般的なレシピが思い浮かばなかった。結局、自分の好きな菓子を使用する「アレンジ」で応戦、チョコレート、ビスケット、ドロップ、マシュマロ等を多用したが、隠し味とはいえない分量を投入したため、審判の内村光良の度肝を抜いた。その不気味な甘い香りを漂わせる謎の料理の名は、千秋いわく「光と闇のファンタジー」。結局、内村の判定で、ちゃんとした料理を作ったビビアンが勝利した。ただし、結婚後は料理をするようになり、現在では中々の腕前とのこと。他には「茄子と挽き肉のカレー」も得意。2005年4月から2006年3月まで、ミニ料理番組『幸せレシピ』に出演していた。

### 家族
2002年7月、ココリコの遠藤章造と結婚、2003年5月に女児を出産。2007年12月に離婚した（女児の親権は千秋が持つ）。
同い年でお互い阪神タイガースの大ファンということで交際に発展した。遠藤のことは、テレビでは「遠藤君」や「旦那さん」「うちの遠藤」、著書やブログでは「旦那様」または「家の人」と呼ぶことが多かったが、プライベートでは「おにい」（「お兄ちゃん」の意味ではなく、芸人の「兄さん」的な意味）と呼んでいた。結婚後の夫婦共演は「仕事とプライベートは分けたい」という遠藤の意向から、数えるほどしか実現しなかった。共演の際は、そのほとんどが遠藤に内緒で千秋が現れるというドッキリ形式で行われていた。
2016年3月22日、15歳年下のTBSテレビ社員の男性と再婚。2024年10月26日、何年も前に離婚していたことを自身のInstagramにて公表した。具体的な日付については明らかにしていない。
父親である藤本勝司の職業について、日本板硝子に勤めていたことは公然の事実であったが、事務所の方針や家族の意向などもあり、これまで千秋の口から語られることはなかった。しかし、芸歴30周年を迎えた2021年9月、自身のInstagramにおいて、初めて父親の職業について明かし、「スーツよりも作業着を着ていたい人だった」と語っている。
妹もいる。家族が阪神ファンというのも有名で妹は既婚者だが結婚相手も阪神ファンと述べている。

### 友人・知人
ビビアン・スーとは、ウリナリ時代に苦楽を共にしたということもあって、戦友と称すほどの仲である。また、同じくウリナリで共演していた藤崎奈々子とも、お互いの家に遊びに行くなど仲がよい。だが、ウリナリ時代に番組スタッフから「ビビアンのマネージャーが迷惑している」と聞かされ、ショックを受けた千秋は以後、ビビアンに素気ない態度を取るようになり、ビビアンも急に変わった千秋に戸惑っていた。これは、当時対立関係にあったという設定のポケットビスケッツに千秋、ブラックビスケッツにビビアンがメインボーカルとしてメンバーに入っており、千秋が聞かされた「ビビアンのマネージャーが迷惑している」という対決時の対抗心を煽るための番組スタッフの嘘であったことが後に判明し、千秋はビビアンに素気ない態度を取ることができず、2001年5月以降のレギュラー出演には出られなかった。その後、2002年3月の最終回のみ、千秋はポケビとして出演していた。
ウッチャンナンチャンの内村光良、南原清隆とも親しい。両名は先輩にあたる芸能人であるが、いわゆるタメ口で会話をする間柄である。同じくウリナリで共演したよゐこ、キャイ〜ンとも仲がいい。濱口優とは2人で遊びに行ったり普段からメールのやり取りをしている仲である。時折千秋は濱口のことを「男の子の親友」とブログで表記している。
出川哲朗や山本圭壱（極楽とんぼ）、元フジテレビアナウンサーの千野志麻とは、犬猿の仲と言われるが、出川・山本とはプライベートで親交があり、あくまで仲がよいからこそ出来るテレビ向けの演出である（当人も、両者を本当に嫌っている訳ではない）。
女優の中原果南とは中学校の同級生であり、その当時は交換日記をしていた。俳優の長谷川朝晴とは、高校の同学年で友人である。初めてできた芸能人の友人は、女優の大塚寧々。
俳優のともさかりえ、内田有紀、一色紗英、イラストレーターのおおたうに、タレントのYOU、篠原ともえ、ベッキー、歌手の岡本真夜、華原朋美、相川七瀬らなど交友関係は広い。飯島愛とも頻繁にメールをする仲であった。

### 趣味・嗜好
プロ野球の阪神タイガースの熱烈なファンである両親の影響を受け、自身も幼少期から阪神ファンである（娘共々岩田稔投手の大ファン）。前述の通り元夫の遠藤とも、タイガースファン同士であることをきっかけに交際が始まった。
1985年の阪神優勝の際は、両親と近所中に約200個の紅白饅頭を配り回った。2003年の阪神優勝の際は、当時の監督の星野仙一にちなみ、家族で1001（せんいち）個の紅白饅頭を作り、関係各所に配り回った。2008年、阪神が歴史的V逸といわれた年、前半好調で阪神の優勝が8月には決まりそうな勢いであったため、優勝を生で見るために一切仕事をいれずにテレビで見ていたが、結果は巨人に優勝をさらわれてしまい、大損害を出したことが夕刊フジで報道された。
ダンカンや松村邦洋らで構成する『中野猛虎会』の一員でもある。また、父親が東京の政財界で初めて作られた阪神タイガース公認の阪神後援会『道一筋会』の発起人の1人であったことから、その娘である千秋も入会している。
好きな食べ物は苺、チョコレート等の菓子など。なかでも苺とチョコレートは、三度の飯より好きで毎日食べられるという程の大好物。苺は食べること以外でも好きでグッズも多数所有しており、「CHIAKI'S いちごBOOK」という苺の本も出している。
嫌いな食べ物はショウガ、ワサビ、からし、ミョウガ、トマトジュース、パクチー、レバー、焼き鳥の皮、赤飯など。寿司はワサビ抜きでないと食べられない。
毒キノコが好きで、以前あったファンクラブの名前も「毒キノコ」だった。
好きな音楽はPUNKやROCKなど。好きなミュージシャンはレベッカ、JUN SKY WALKER(S)、THE BLUE HEARTS、LAUGHIN' NOSE、プリンセス・プリンセス、遠藤ミチロウ等。シングルCDのカップリングでザ・クラッシュの楽曲をカバーしている。ゴールデンのバラエティ番組にTHE STALINのバンドロゴが入ったTシャツを着て出演したこともある。
高校生の時にレベッカのコピーバンドをしていたことがあり、小さくても大きな声のNOKKOのようになりたかったと語っている。
自分のことを一番可愛いと信じて疑わず、父からも一番可愛いと言われ続けてきたが、ある日父が松田聖子の方が可愛いと言ったことをきっかけに「聖子は敵」だとして松田を目の敵にするようになるが、やがて松田について詳しくなり、「私、本当は好きなんじゃないか」と気づいてからは松田のファンとなる。現在では松田のトリビュート・アルバムを監修するなどファンの一人として有名になっている。
ロックバンドThe ピーズのファンである。きっかけは高校生の時に偶然ライブを見て好きになり、その後もライブに頻繁に足を運び、デモテープを買うなどはまっていった。The ピーズ30周年の企画である「THEピーズファンクラブ」において山中さわお 、TOMOVSKY、上田ケンジ、宮本直樹らと一緒に「バカになったのに」をカバーした。
漫画『ドラえもん』の大ファンで、かねてより「理想の男性はドラえもん」と公言してきた。2005年のアニメ版リニューアルに際には、自らマネージャーに頼み込んで声優のオーディションを受けた。その時は主要キャラクター（ドラえもん・のび太・しずか・スネ夫・ジャイアン）のオーディションだけで、自分が「（声質から考えて）一番可能性が高いと思っていた」ドラミ役のオーディションはなかったものの、好きが高じて無謀にも5人全員のオーディションに挑戦した。結果的には落選だったが5人全員の役に挑戦したのは彼女のみであり、これに強い印象を受けたスタッフから「リニューアル最後の目玉に」とドラミ役への抜擢が決まった。
苦手なものはお化けと注射で、どちらも話を聞いただけで怖がってしまうほど苦手。特に注射などの先の尖った物は苦手らしく、出産で入院したとき、点滴の針が体に刺さっている事に耐えられず、医者に頼み込んで飲み薬に変えてもらったエピソードがある。
フェイクドキュメンタリー番組、「放送禁止」の大ファン。DVDを他人に薦めるほどである。
パーティが好きで、毎年夏になると、友人らとバーベキューパーティを開催している。

### 特技
ピアノが得意。3歳から中学卒業までの約12年間習っていた。『ウリナリ』の企画「もてないブラザーズ」で「レット・イット・ビー」の練習をしている内村・勝俣の応援に行った際に、初見で上手に弾きこなした。
イラストを描くのが得意で、リボンキャスケットのデザイン画も自ら描いている。
キレイ好きで、収納や整理整頓が得意。家に遊びに来た人からは、最初は「モデルハウスみたい」と好感を持たれるが、そのうち「キレイ過ぎて落ち着かない」と、文句を言われることがあるという。遠藤と結婚していた頃、後輩芸人が来訪する際には部屋が汚れないようにと、リビングにブルーシートを敷いたところ「家なのに花見をしているみたいだ」と文句を言われた。
買ってきた服や帽子は自分流にリメイクしてから着ることが多い。
ネイルアート作りが得意で、自作のネイルチップを沢山持っている。本人曰く、ストレスの解消にもなるという。
中学生時代は剣道部に所属していた。しかし、防具が重すぎて、蹲踞をすると立てなかった事を『ろみひー』で明かした。

### その他
デビュー前は、本名の『藤本千秋』という名で『ゴールドラッシュ』というオーディション番組に出場（司会は 堺正章、八木亜希子）。準優勝して芸能界入りをする。
小学生の時、3年間「神様と文通」（正体は母親）していた。そのやり取りの中で常識やマナーを学んでいった。
行列のできる法律相談所で当時、外務大臣だった麻生太郎と共演した際、千秋のことを知らなかった麻生に島田紳助が「上場企業の社長の娘さんなんです」と紹介すると「親が嘆いているでしょうね」と冗談交じりに返答された。
公式のキャッチコピーは存在しないが、ウリナリの替え歌コント「演歌ボーイズ」の千秋をネタにした回の歌詞の中で「キャッチコピーは不思議少女」と歌われていた。2023年4月に出演した「NAONのYAON」では自ら「永遠の歌手志望、千秋です」と客席を煽った。

## ディスコグラフィ
ポケットビスケッツのリリースCDは（ポケットビスケッツ）を参照のこと。

### chiaki

#### シングル
- Bee（2000年4月28日）カップリングの「カナリア」は、ポケビ卒業の思いを込めた曲である。
- 地平線（2000年8月9日）映画「さくや妖怪伝」エンディング曲。
- Snow（2000年12月13日）
- 嘘つき★BABY（ベイベー）（2001年5月30日）
- Tigers gets The glory（2003年3月28日）
- GREEN FLASH（2022年6月3日、配信限定シングル）※パッパラー河合プロデュース
- アオゾラ（2023年7月7日、配信限定シングル）※パッパラー河合プロデュース

#### アルバム
- チロル（2001年1月31日）
- PINK（2002年4月17日）

#### オムニバスアルバム
- キラキラ♡魔女っ娘♡cluv（2010年2月10日、P-Vine）

初回特典として、本人のコメント入りCDが封入された。
また2010年3月14日に行われた発売記念ライブにも参加し、この2曲を歌った。
- 魔女っ子メグ（魔女っ子メグちゃん OP） chiaki×Electrocute名義
- ときめきトゥナイト（ときめきトゥナイト OP） chiaki×PLASTIC OPERATOR名義

#### DVD
- ピンク映像（2002年5月9日発売）

### 千秋
- ノンタンといっしょ Dancing!びびでな・すてっぷ（1992年11月20日、8cmシングル）
- ノンタンといっしょ たのしいゲーム・ブック付きアルバム（1993年1月21日、ミニアルバム）
- 青い童話（2001年11月7日、マキシシングル）
- 千秋童話小曲集「キルリ」（2001年12月6日、ミニアルバム） - 千秋書下ろしオリジナル童話「キルリちゃん」絵本付。

青い童話が収録されている作品
- CDツイン NHKみんなのうた（2003年2月21日、CDアルバム2枚組）Disc-1の5曲目に収録。
- NHKみんなのうた 映像集（2003年9月25日、CDアルバム）「NHKみんなのうた」で放映された人気曲をセレクトしたベスト版音楽集。
- NHKみんなのうた 音楽集（2003年9月25日、DVD）「NHKみんなのうた」で放映された人気曲を集めたベスト版映像集。

### 千秋 with KABA.ちゃん
- つらいね赤ちゃん!/最近ハヤリのメイク歌（2004年7月7日、初回生産限定版 DVD封入）（最近ハヤリのメイク歌）はテレビ東京系「とっとこハム太郎」のエンディングテーマ。DVDには本人達出演の振付講習を収録。
- つらいね赤ちゃん!/最近ハヤリのメイク歌（2004年7月7日、通常版）

### C.K.M.
秋元康プロデュース。C.（千秋）、K.（KABA.ちゃん）、そして190cmで100kgのM.（モンロー）で、結成されたダンスグループ。
- 踊りませんか?（2005年8月24日、マキシシングル） - テレビ朝日「三竹占い」エンディングテーマ、パチンコ台「ビンボー頭巾」挿入歌

### 千日前ちなつ&ちあきwithウゴウゴルーガ
- あきのくりづくしメニュー（1993年8月20日、マキシシングル）

### ET-KING feat. 千秋
- はじまりの言葉 feat. 千秋（2010年9月29日、マキシシングル）

### 阪神タイガース優勝祈念ソング
- Chiaki / Tigers Gets The Glory （2003年3月28日、シングル）GAORA『亀ちゃんのタイガースに檄!』テーマソング。
- 優勝祈念victory -猛虎に捧ぐtribute To Hanshin Tigers（2003年3月28日、アルバム）2曲目の「Tigers Gets The Glory」の作詞・ボーカルを担当。
- 77-SONGS of OSAKA-（2003年9月29日、アルバム）『Tigers Gets The Glory』収録作品。

### サウンドトラック
- ドラえもん うたの大行進（2008年1月23日、アルバム）6曲目の「ドラミちゃんのえかきうた」でボーカルを担当。

## 出演
太字はメインキャラクター。

### バラエティ番組
- ウゴウゴルーガ（1992年10月 - 1994年3月、フジテレビ） - 大坪千夏（当時フジテレビアナウンサー）と共に千日前ちなつ・ちあきとして大阪弁で漫才をしたり「あきのくりづくしメニュー」という歌を歌っていた。
- ウッチャンウリウリ!ナンチャンナリナリ!!⇒ウッチャンナンチャンのウリナリ!!（1995年5月 - 2002年3月、日本テレビ）1995年8月 - 2001年4月まで、レギュラー。その後、2002年3月の最終回のみ、ポケビとして出演していた。
- 千秋のREQUESTJAPAN（スペースシャワーTV）
- 走れ!GET（1995年10月 - 1996年3月、テレビ朝日）ネオバラエティ枠で放送されていたバラエティで、一緒にレギュラー出演していた出川哲朗、よゐこ等ともに様々な体を張った企画を行っていた。
- 超次元タイムボンバー（1996年10月 - 1997年9月、テレビ朝日）隔週レギュラー。
- 森田一義アワー 笑っていいとも!（フジテレビ）金曜日レギュラー。1997年4月から3年半レギュラー出演をしたが曜日移動は一度も無かった。2009年7月8日、12月29日コーナーゲスト出演
- ブレイクもの!（1998年4月 - 9月、フジテレビ）
- トロイの木馬（1998年10月 - 1999年9月、フジテレビ）
- ココリコ海上火災（1998年10月 - 1999年9月、毎日放送）夫である遠藤章造と付き合うキッカケになった番組。
- 力の限りゴーゴゴー!!（1999年9月 - 2002年9月、フジテレビ）2000年4月番組が1時間拡大になってからレギュラー。
- 街角ファッション大賞〜ON THE STREET〜（2000年12月 - 3月、BSフジ）
- 原宿姫と原宿殿下（2001年1月 - 3月、BS日テレ）よゐこの濱口優とレギュラー。月1回の放送で全3回。
- 笑う子犬の生活ALIVE（2001年4月 - 9月、フジテレビ）
- アングリー・セブン（2002年4月 - 9月、フジテレビ）
- 力あわせてゴーゴゴー!!（2002年10月 - 2003年3月、フジテレビ）『力の限りゴーゴゴー!!』がリニューアルしてレギュラーではなくなったが番組後期にレギュラー復帰。出産前最後に出演した番組でもある。
- はなまるマーケット（2004年4月 - 2008年3月、TBSテレビ）木曜日レギュラー。
- 幸せレシピ（2005年4月 - 2006年3月、フジテレビ）
- LQ〜女をアゲる30分〜（2008年4月5日 - 7月5日、日本テレビ）
- サカスさん（2009年4月 - 9月、TBSテレビ）水曜日レギュラー。
- 爆笑そっくりものまね紅白歌合戦スペシャル（2011年9月 - 2013年10月、フジテレビ）

#### 準レギュラー、不定期出演
- 明石家マンション物語（1999年10月 - 2001年9月、フジテレビ） - 番組1コーナーの1つ「大日本意味なし教（集会）」のコーナー準レギュラー。教祖「すぎもっちゃん」の弟子「ヨイショ」役として出演。
- お笑いV6病棟!（2000年10月 - 2001年3月、フジテレビ） - 看護婦役で出演。番組開始当初はゲストで出演し途中から準レギュラー入りする。
- 伝えてピカッチ（NHK）
- どちら様も!!笑ってヨロシク（日本テレビ）
- マジカル頭脳パワー!!（日本テレビ）
- 秘密のケンミンSHOW（日本テレビ）
- そうだったのか!池上彰の学べるニュース（テレビ朝日）
- 徳光和夫の感動再会"逢いたい"（TBSテレビ）2007年度より
- 世界の超豪華・珍品料理（番組は1986年 - 1998年放送、フジテレビ）番組末期の1996年 - 1998年に出演。
- ネプリーグ（2004年2月4日-、10回出演、フジテレビ）
- 痛快TV スカッとジャパン（フジテレビ）
- アッコにおまかせ!（TBSテレビ）

### 情報番組
- 首都圏金曜特集・新トーキョー人の選択（2009年9月4日、NHK総合）
- 知りたがり!（2010年4月16日、フジテレビ）ゲスト
- 知りたがり!（2010年4月20日 - 、フジテレビ）火曜日レギュラー
- ニュースが知りたい!実はですね（2011年7月10日、フジテレビ）
- 世界体操も知りたがり!（2011年10月13日、フジテレビ）
- ノンストップ!（2013年3月29日 - 、フジテレビ）金曜日レギュラー
- 情報番組マチコミ（2022年6月14日、テレビ埼玉）

### 教養番組
- 幸せレシピ（2005年4月 - 2006年3月、フジテレビ）
- ABUアジア子どもドラマシリーズ（2007年7月30日 - 8月3日、NHK教育）プレゼンターを務める。各国のドラマを紹介しながらその国の文化や生活事情について分かりやすく解説した。
- 神ワザレシピ！（2008年12月30日、フジテレビ）
- 月刊やさい通信（2009年4月26日、NHK総合）
- となりの子育て（2010年1月16日、NHK教育）
- リトル・チャロ ケータイで試そうあなたの英語力（NHK教育）
- 千秋のカイテキ生活!（2014年10月1日 - 、BSフジ） - ナビゲーター

### テレビドラマ
- 有言実行三姉妹シュシュトリアン 第26話（1993年、フジテレビ） - 花山愛子 役
- 甘い生活。（1999年7月 - 9月、日本テレビ） - 野添今日子 役 ※連続ドラマ初レギュラー。ザテレビジョン第22回ドラマアカデミー賞 新人俳優賞受賞。
- 火曜ドラマゴールド「出張料理人 最後の晩餐届けます」（2006年11月14日、日本テレビ） - 高梨夫人 役
- 仮面ライダーオーズ/OOO 第27話（2011年3月27日、テレビ朝日） - バイクの女 役
- 名前をなくした女神 第9話（2011年6月7日、フジテレビ） - ゆり組の保護者 役
- レンタル救世主 第4話（2016年10月30日、日本テレビ） - ミスワタナベ 役[37]

### 音楽番組
- プレミアMelodiX! ゲスト（2022年7月5日、テレビ東京）
- 月〜金お昼のソングショー ひるソン!（2022年7月11日、テレビ東京）※パッパラー河合と出演
- うたコン （NHK総合）
  - 2019年4月16日「総決算!平成ヒットパレード-第1夜-」と題した回に出演。「YELLOW YELLOW HAPPY」を披露[38]。
  - 2019年9月17日放送。AKB48の柏木由紀とコラボで「POWER」を披露[39]。
  - 2022年7月12日、パッパラー河合と出演。「YELLOW YELLOW HAPPY」と「GREEN FLASH」を披露。

### 映画
- ナトゥ 踊る!ニンジャ伝説
  - ビデオ「ナトゥ LIVE ON STAGE完全版」 裏方として出演。メイキング約22分、本編約76分、簡単な後説、キャスト紹介、終了後のトークなど約9分の合計約107分。
  - DVD「ナトゥ 踊る!ニンジャ伝説」 ウリナリ・オールスターズとして出演。101分+メイキング60分。

### ウェブテレビ
- ポケ森もくもく木曜日（2018年10月18日 - 、AbemaTV・ウルトラゲームス） - MC[40]

### 舞台
- よゐこと一緒にコントライヴ〜カッちゃんテッちゃん千秋ちゃん。ついでに来たのがTKO〜（2009年2月21・22日、紀伊國屋サザンシアター）

### テレビアニメ
- ウゴウゴルーガ「ノンタンといっしょ」（1992年10月 - 1994年3月、フジテレビ） - ノンタン 役
- クマのプー太郎（1995年4月 - 1996年3月、フジテレビ） - たぬきの娘 役
- ドラえもん（2006年9月 - 、第2期、テレビ朝日） - ドラミ 役[41]
- attacked kuma3（2008年8月16日、読売テレビ） - イエローkuma3 役 ※大好きな阪神にちなんで阪神カラーで登場。
- ビットワールド「ソッキーズ フロンティアクエスト」（2011年4月15日 - 2012年2月24日、NHK教育） - ナレーション

### 劇場アニメ
- エルマーの冒険（1997年7月5日、松竹） - ロージー 役
- 映画ドラえもん （2007年 - 、東宝） - ドラミ 役
  - のび太の新魔界大冒険 〜7人の魔法使い〜（2007年3月10日）
  - のび太と緑の巨人伝（2008年3月8日）
  - 新・のび太の宇宙開拓史（2009年3月7日）[42]
  - のび太の人魚大海戦（2010年3月6日）
  - 新・のび太と鉄人兵団 〜はばたけ 天使たち〜（2011年3月5日）
  - のび太と奇跡の島 〜アニマル アドベンチャー〜（2012年3月3日）
  - のび太のひみつ道具博物館（2013年3月9日）
  - 新・のび太の日本誕生（2016年3月5日）
  - のび太の南極カチコチ大冒険（2017年3月4日）

### ゲーム
- クロック!パウパウアイランド（プレイステーション、1997年12月18日、セガサターン、1998年3月26日） - オープニング・エンディングムービー ナレーション
- TIZ -Tokyo Insect Zoo-（プレイステーション、1996年3月29日、ゼネラル・エンタテイメント） - オーガ 役
- ドラえもん のび太の新魔界大冒険DS（ニンテンドーDS、2007年3月8日、セガ） - ドラミ 役
- ドラえもんWii ひみつ道具王決定戦!（Wii、2007年12月6日、セガ） - ドラミ 役

### 吹き替え
- マーヴェリック（金曜ロードショー版） - 子供 役

### DVD
- ブレイブ・リトル・トースターシリーズ（ブエナ ビスタ ホーム エンターテイメント） - 毛布のブランキー 役
  - ブレイブ・リトル・トースター（VHS 2000年1月21日発売・DVD 2004年6月4日発売）
  - ブレイブ・リトル・トースター レスキュー大作戦!（VHS 2000年3月17日発売・DVD 2004年6月4日発売）
  - ブレイブ・リトル・トースター 火星へ行こう（VHS 2000年5月19日発売・DVD 2004年6月4日発売）

### ラジオ
- Come on FUNKY Lips!（文化放送）
- chiakiのいじわるチヨコレイト（2000年10月 - 2001年9月、FM横浜）
- 智一・美樹のラジオビッグバン（2009年4月5日、文化放送）
- KISS AND HUG（2009年6月6日、J-WAVE）
- JA全農プレゼンツ 田中雄介の食卓応援隊（2010年3月28日・4月4日、TBSラジオ）
- 今日は一日“ユーミン”三昧（2018年8月14日、NHK-FM、ゲスト）

### ナレーション
- 第70回(2003年)NHK全国学校音楽コンクール全国コンクール中学校の部 司会
- BBTスペシャル 第309話「一生のともだち」（2007年5月28日、富山テレビ放送）
- 雷鼓動画（RAICO-DO）特別番組「バンド人生。ありのまま、RAICO」（2007年6月3日、北海道文化放送）
- 和風総本家（テレビ東京） なぞかけ城でネコ殿様の声担当
- 課外授業 ようこそ先輩（2010年3月28日、NHK総合）
- 熱中スタジアム（2010年5月21日、NHK-BS2）
- LONDON NITE 30th ANNIVERSARY SPECIAL （2011年2月9日、スペースシャワーTV）
- てれび絵本（2011年10月12日、NHK Eテレ）

### イベント
- chiaki<FIRST LIVE TOUR 2001 - 千秋楽>ソロ歌手になってから初のLIVEツアー。
  - 大阪「BIG CAT」（3月22日）
  - 名古屋「ell FITS ALL」（3月27日）
  - 東京「渋谷ON AIR WEST」（4月5日）
- 『The girls animal party（ガールズアニマルパーティー）』（原宿・6%DOKIDOKI LOVELIES LAB.、2007年3月17日 - 2007年4月1日） - 複数の女性達と集まり「動物」をテーマにそれぞれのアートを展示するデザイン展。千秋は「チロル社&リボンキャスケット」のデザイナーとして出展。
- お台場冒険王 2007 フォーク・デイズ夏まつり 新たなる旅立ち『第六回千秋ちゃん×ともえちゃん フォークジャンボリー坂崎幸之助商店2007』（ゆりかもめ台場駅フジテレビ前の広場、2007年8月8日） - 初めてのアシスタント役を務めた。歌手としては「Yellow Yellow Happy」「時をかける少女」「SWEET MEMORIES」等を歌った。
- 『プレモ・ベビモ創刊5周年記念千秋「ベビーキャンディ」トークショー』（@クイーンズスクエア横浜内・クイーンズサークル、2007年10月21日） - プレモ・ベビモが決めるあこがれママNo.1に選ばれた千秋が「ベビーキャンディ」製作秘話などのスペシャルトークやサイン本プレゼントのじゃんけん大会をした。
- 『楽ナビ ART CAR COLLECTION』（六本木ヒルズ O-YANE PLAZA、2007年11月8日 - 11日） - 著名人10人が車のグラフィックをデザインするイベントでデザイナーとして参加。世界に一つだけの千秋オリジナルカーを展示した。
- NAONのYAON 2023（2023年4月29日、日比谷野外音楽堂） - 念願だった同イベントに初出演。「YELLOW YELLOW HAPPY」「POWER」「GREEN FLASH」を歌唱。

### 広告
- サンヨー食品 『サッポロ一番ごまんぞく』（1995年、テレビ広告）
- キリンビバレッジ 『烏龍茶鳳凰』（1997年、テレビ広告）
- サンガリア 『SANGARIA サンガリア さわやか酸素水 酸素10倍』（1999年、テレビ広告）
- 森永製菓 『森永ラムネ』（2000年、テレビ広告）
- ライオン 『チャーミーV』（2000年、テレビ広告）
- 日本サンガリアベバレッジカンパニー 『一休茶屋おいしいお茶』（2000年、テレビ広告）
- コンビミニ 『ラップクラッチ』（2003年 雑誌広告）
- 花王 「クイックルワイパー」『トイレクイックル』（2005年、テレビ広告）
- 日本板硝子 『真空ガラス スペーシア』（2005年 ラジオCM、ポスター）Act On BBで「Act On TV 千秋の誰も知らないガラスの話〜ガラスでリフォーム」というネット番組がある。
- キリンビバレッジ 『アルカリイオンの水』（2006年 イメージキャラクター）サッカー日本代表公式飲料である同商品の機能普及委員長に就任。
- 環境省 『環境省が提唱するチーム・マイナス6%の温暖化対策「うちエコ!」』（2007年 イメージキャラクター）千秋は運動の対象となっている主婦層の代表。
- アメーバピグ（2010年、2011年 テレビ広告）
- 白泉社 花とゆめ創刊40周年CM「あの人からのお祝い電話シリーズ」第11回（2014年 テレビ広告）

以下はドラミの声で出演。
- アート引越センター 『ドラミちゃん冷温庫キャンペーン』（2007年 テレビ広告）
- ほっともっと（2011年 テレビ広告）

### その他
- ドラマバーBS2（2009年3月16日、NHK-BS2）
- これでおさらいできます「デスパレートな妻たち」（2009年4月8日、NHK-BS2）
- 映画「チェブラーシカ くまのがっこう」抱きしめたくなる物語のヒミツ（2010年11月23日、テレビ東京）
- スカ☆パラ（2011年3月29日-4月5日、スカパー!）
- FNS27時間テレビ（2016年7月27日、フジテレビ）
  - 内村光良が司会の「スカッとジャパン」のパートに出演。同じくウド鈴木もゲスト出演しており、約14年4ヶ月ぶりにポケットビスケッツの3人がテレビで共演した[43] 。
- 電波少年W 〜あなたのテレビの記憶を集めた〜い!〜（2019年7月5日、WOWOW）
  - MCの松本明子が舞台出演のためゲストMCとして出演。縁のある「ウゴウゴルーガ」を特集する回だった。

## 執筆活動

### 書籍
- 『ヴィーナスの嫉妬』（祥伝社、1999年） ISBN 4-396-82005-4
- 『Kissよりおいしいお菓子を教えて』（蜷川実花との共著、河出書房、2001年） ISBN 4-309-26501-4
- 『HAPPYを攻略せよ』（集英社〈be文庫〉、2003年） ISBN 4-08-650041-8
- 『千秋日記 結婚から出産まで。千秋のお気軽奮闘記』（ベルシステム24、2003年） ISBN 4-938280-10-8
- 『いろはに こんぺいとう Chiaki's Happy Life』（宝島社、2004年） ISBN 4-79664-30-1X
  - 『いろはに こんぺいとう Chiaki's happy life』（宝島社文庫、2008年） ISBN 4796664300
- 『ストロベリースタイル Chiaki's Happy Closet』（宝島社、2005年） ISBN 4-7966-4576-4
- 『Room Mix』（ワニブックス、2005年） ISBN 4-8470-1614-9
- 『幸せレシピ 千秋と作る簡単・健康メニュー』（フジテレビ出版・扶桑社、2006年） ISBN 4-594-60435-8
- 『ベビーキャンディ Chiaki&Iroha's Sweet Life』（主婦の友社、2006年） ISBN 4-07-253860-4
- 『苺同盟 千秋オフィシャルブログ』（アスコム、2007年） ISBN 4776204452
- 『CHIAKI’S いちごBOOK』（産業編集センター、2008年） ISBN 978-4-86311-010-6
- 『千秋のラララ 幼稚園おべんと日記』 (主婦の友社、2009年） ISBN 4072661236
- 『Little Party 千秋のおもてなし&子育てBOOK』（祥伝社、2010年） ISBN 978-4396430313
- 『不思議ちゃん 計算か天然か。千秋が綴るワタシのいままで。』（宝島社、2011年） ISBN 978-4-7966-8586-3
- 『苺とアリスとピストルと パパとママのお悩み、解決します』（祥伝社、2013年） ISBN 978-4-396-43056-6
  - 『苺とアリスとピストルと パパとママのお悩み、解決します』（祥伝社黄金文庫、2015年） ISBN 978-4-396-31674-7
- 『千秋の手作り雑貨★HELLO! CiRCUS BOOK』（宝島社、2014年） ISBN 978-4-8002-1784-4
- 『映画ブ、作りました。 千秋＆苺の映画感想ノート』（朝日出版社、2015年） ISBN 978-4-255-00820-2
- 『人見知りだった千秋が付き合い上手になった魔法の法則16』（中央公論新社、2016年） ISBN 978-4-12-004820-3

### 雑誌での連載など
- デイリースポーツ「虎姫様の戯言」（神戸新聞社）毎週水曜日朝刊
- Como「Lolita candy」（主婦の友社）毎月1日発売号
- ESSE「千秋のハッピーダイアリー水玉きのこ」（扶桑社）毎月7日発売号
- nina's「苺とアリスとピストルと」（祥伝社）隔月刊誌
- ポケらいふ「徒然苺」（エクシング）毎週火曜日更新（携帯サイト）
- snoopy showcase「Viva!SNOOPY」（ユナイテッド・メディア）不定期
- kids-style「うさぎプリン」（オリコン・エンタテインメント）リニューアル中
- Zipper「千秋のお洒落テロリスト」（祥伝社）毎月24日発売号
- CUTiE「千秋の苺カレー」（宝島社）隔週月曜日発売号
- B-PASS「chiaki visual music review」（シンコー・ミュージック・エンタテイメント）毎月27日発売号
- B-PASS「chiakiのFantastic Rock World」（シンコー・ミュージック・エンタテイメント）毎月27日発売号
- ピンク千秋（chiaki携帯サイト）
- saita「苺ミサイル」（セブン&アイ出版）毎月第4木曜日発売号
- baby-mo「baby candy」（主婦の友社）毎月15日発売号

## 読切
- zipper（2005年5月号、祥伝社）
- COSMOPOLITAN（2005年6月号、集英社）
- とらばーゆ（2005年11月30日、リクルート）
- NINA'S（2005年12月7日、祥伝社）
- 赤すぐkids（2006年9月・10月号、リクルート）
- CREA（2006年11月号、文藝春秋）
- 日経インテレッセ（2006年11月号、日経ホーム社）
- Love Mom....（2006年11月15日、JCB会報誌）
- 赤すぐ（2007年1月・2月号、リクルート）
- マネー・コンシェルジュVol.11（2006年12月20日、エフアンドエム）
- おもちゃMOOK（2007年4月3日、主婦の友社）
- anan（2007年5月16日、マガジンハウス）
- ヘアモード（2007年8月号、女性モード社）
- ESSE（2007年9月号、扶桑社）
- InRed（2007年11月号、宝島社）
- Baby-mo（2007年11月号、[主婦の友社）
- フィギュア王（2007年11月24日、ワールドフォトプレス）
- ハイパーホビー（2007年12月1日、徳間書店）
- Zipper（2008年12月号、祥伝社）

## ケータイサイト
- ファミ☆デコ（2007年10月15日、デコメールサイト）千秋自身が監修。メールを彩るかわいい&かっこいい&おもしろいパーツが盛り沢山で千秋からのメッセージやオリジナルページも更新。

## プロデュース・タイアップ・コラボレーション
- 森永製菓「エンゼルパイ 甘酸っぱい千秋の苺」（2000年2月）パッケージ裏に「千秋のエンゼルパイ食べ方講座」のレシピ（全10種類）が掲載されている。
- BE@RBRICK「MY FIRST BE@RBRICK」（2007年12月24日）「BE@RBRICK」とのコラボレーション。千秋がBE@RBRICKの「SERIES15」や「400%」のデザインを担当した。
- 日清食品「日清のラーメン屋さん ママたちが考えたトマト仕立てのしおラーメン」（2008年2月12日）雑誌「Como」と「日清のラーメン屋さん」と千秋の連動企画。千秋とComoママモデルプロデュースのラーメン。
- MY FIRST BE@RBRICK B@BY（colette ver.）100% / 400%（2008年12月6日）先述の「MY FIRST BE@RBRICK」とフランスのセレクトショップ「colette」とのコラボレーション。
- テレビ朝日本社内にて期間限定で開催されているドラエティショップ「ドラや」とのコラボレーション。コラボレーショングッズとして、千秋がデザインを担当したTシャツ、キーホルダー、ペイントシートが販売された。（2010年8月6日 - 2010年8月22日）
- My FIRST BE@RBRICK B@BY 1000% （BLACK & SILVER Ver.）（2010年9月4日）千秋がデザインを担当した。
- リアルミドルロディ（千秋モデル）（2010年10月7日）「ロディ」とのコラボレーション。千秋がデザインを担当した。
- 松田聖子カバーアルバム「MemorieS 〜Songs for the Season of White〜」（2010年12月15日）、「MemorieS 〜Goodbye and Hello〜」（2011年5月18日）、「MemorieS 〜Bitter Sweet Pineapple〜」（2011年8月24日）千秋が選曲の監修を担当した。また、収録曲の中の「瞳はダイアモンド」（MemorieS 〜Songs for the Season of White〜）、「未来の花嫁」（MemorieS 〜Goodbye and Hello〜）、「マイアミ午前5時」（MemorieS 〜Bitter Sweet Pineapple〜）は千秋自身がカバーを行っている。

## ギャグ・ものまねレパートリー
- 「も〜っ!一生懸命やったのに!」 ウリナリで南原から作って貰ったギャグで物事が上手くいかず失敗した時に使われる。2000年頃からは見かける事は少なくなったが2006年9月29日放送の「史上最強のメガヒットカラオケBEST100 完璧に歌って1000万円!!」の中で久しぶりに披露した。そして2007年4月13日放送の同番組で再び披露し同番組の中で失敗した時の対応として定番になりつつある。2007年8月21日放送の「お笑い芸人歌がうまい王座決定戦スペシャル」でも披露している。
- 「ぷぅ」 千秋の代名詞的なギャグ。2000年頃の「笑っていいとも!」のオープニングで歓声を送るお客さんに向かってやった辺りから使われ出した。
- 「三・十・路です」シリーズ 年齢を聞かれた時に使うギャグ。三十路になる直前位から使われ出した。年を取るごとに「三・十・路です」と言ったあと、年齢の一の位の数だけ人差指を立てて「+1」と言う。
- 携帯メールの「怒った顔の絵文字」のモノマネ
- 広瀬香美の「ゲレンデがとけるほど恋したい」の歌モノマネ 得意な歌モノマネの1つで「笑っていいとも!特大号」のものまね歌合戦でも披露した。
- 篠原涼子の「恋しさと せつなさと 心強さと」の歌モノマネ
- 安室奈美恵の「CAN YOU CELEBRATE?」の歌モノマネ
- 華原朋美の「I'm proud」の歌モノマネ
- 工藤静香の「抱いてくれたらいいのに」の歌モノマネ
- 斉藤由貴の「卒業」の歌モノマネ
- 由紀さおりの「トルコ行進曲」の歌モノマネ
- 菊池桃子の「もう逢えないかもしれない」の歌モノマネ
- 松田聖子の歌モノマネ
- 中森明菜の歌モノマネ
- レベッカの「フレンズ」の歌モノマネ
- NOKKOの「人魚」の歌モノマネ
- globeの「FACE」の歌モノマネ ウリナリの中でポケビ3人でモノマネした。「globi」という名で披露した。
- SPEEDの「White Love」の歌モノマネ 島袋寛子と今井絵理子を交互に一人二役でマネた。
- ブラビの「STAMINA」のビビアン風の歌モノマネ ウリナリで披露。
- カイヤの怒っている時のモノマネ

## 受賞歴
- 1999年
  - 第22回ザテレビジョンドラマアカデミー賞 新人俳優賞（『甘い生活。』）